# Radio Four
Radio Four är en radiostation på Gotland. Radio Four riktar in sig på att vara en lokalt förankrad radiostation. Största delen av dygnet återutsänder kanalen radiostationen Mix Megapol som spelar såväl nya ”hits” som musik från tidigare decennier. Stationen ingår i SBS Radio.
Radio Four har ett universum (maximal möjlig räckvidd) på 48 000 personer. Av dessa lyssnar 22,9% på kanalen (Källa: RUAB I/2005).

## Frekvens
- Visby (Follingbomasten): 106,1